# Bob Eberly
Bob Eberly, né le 24 juillet 1916 à Mechanicville (New York) et mort le 17 novembre 1981 à Glen Burnie (Maryland), est un chanteur américain.

## Biographie
Bob Eberly (né Eberle) grandit à Hoosick Falls, où il gagne un concours amateur de chant et commence à se produire dans les années 1930, accompagné de sa guitare. Embauché par Tommy Dorsey, dans le big band de son frère Jimmy, il y remplace le chanteur Bob Crosby. Tommy, peu après, part créer son propre orchestre avec Frank Sinatra au chant.
En 1939, lassé des erreurs de prononciations de son nom à la radio, il change son nom pour Eberly. C'est alors une période de succès pour lui et l'orchestre de Jimmy Dorsey. En particulier les singles Amapola, My Sister and I, Maria Elena, Green Eyes et Blue Champagne sont cités dans les meilleures ventes des années 1940 aux USA. Parmi ceux-ci, Amapola et Green Eyes sont chantés en duo avec Helen O'Connell. Celle-ci propose aussi une interprétation en solo, après Bob, de Tangerine et d'autres titres. En 1943, il entre à l'armée et cesse la collaboration avec le big band de Jimmy Dorsey.
Alors que Helen arrête sa carrière, après son premier mariage en 1943, ils se retrouvent dans le biopic Les Magiciens du swing en 1947, et animent ensemble Tv's Top Tunes, une émission de télévision sur CBS en 1953.
Bob Eberly continue sa carrière de crooner pendant 45 ans, se produisant dans des concerts aux USA et à l'étranger.
Il meurt à 65 ans, d'une crise cardiaque, après un cancer du poumon, à Glen Burnie (Maryland).